# Juan Antonio Gisbert
Juan Antonio Gisbert García (Alicante, 27 de noviembre de 1952-Alicante, 16 de marzo de 2022) fue un empresario español. Presidente del Puerto de Alicante desde 2015 hasta el 10 de marzo de 2022, a petición propia, seis días antes de su muerte.

## Biografía
Juan Antonio estudió Económicas y Empresariales, siendo premio extraordinario en la Universidad de Alicante.
Su perfil político estuvo inequivocamente unido al socialismo. Durante tres décadas gestionó las finanzas públicas de manera que con su actuación obtuvo un prestigio, que fue reconocido públicamente por dirigentes de todos los partidos políticos con representacón en el consistorio alicantino. Durante los años al frente del puerto de Alicante, incluyó una isla artificial con restaurante.
Comenzó su carrera como Secretario General de la Caja de Ahorros del Mediterráneo - CAM (1984). Continuándola, ya en la política, como director general de Economía de la Generalidad Valenciana, y después de Política Financiera. En los años 90, regresó a la CAM como director general. En esos años, su resistencia a embarcar a la entidad de ahorro en operaciones crediticias de riesgo, ocasionaron su despido con indemnización millonaria pactada. Posteriormente trabajó en Ruralcaja (2008-2012).
Fue profesor de la Universidad de Alicante, regresando posteriormente a la política como director general de Inversiones y Financiación del Instituto de Crédito Oficial.
Falleció en la ciudad que le vio nacer, 69 años antes, a causa de un cáncer que padecía desde hacía algo más de 1 año.

## Distinciones
El 17 de marzo de 2022, el Ayuntamiento de Alicante anunció que Juan Antonio daría nombre al Paseo de Puerto Viejo.